# Komodo (eiland)
Het eiland Komodo is een van de drie hoofdeilanden van het Nationaal park Komodo in Indonesië, gelegen tussen de eilanden Soembawa en Flores. Het eiland meet zo'n 390 km² en heeft ongeveer 2000 inwoners, die deels afstammen van naar het eiland verbannen gevangenen. De meesten van hen zijn moslims, maar er zijn ook christenen en hindoes.
Komodo behoort tot de Kleine Soenda-eilanden. Het eiland Komodo werd in 1910 ingelijfd bij Nederlands-Indië door de Nederlandse luitenant J.K.H. van Steyn van Hensbroek. Bestuurlijk gezien is het eiland nu deel van de provincie Oost-Nusa Tenggara.

## Werelderfgoed
Sinds 1986 is het eiland als onderdeel van het Nationaal park Komodo op de werelderfgoedlijst van de UNESCO geplaatst, hoofdzakelijk ter bescherming van de komodovaraan en zijn leefomgeving.

## Trivia
Het Suske en Wiske-verhaal De nare varaan speelt zich grotendeels af op Komodo; een komodovaraan speelt een belangrijke rol in dit verhaal.